# Ettendorf (Gemeinde Lavamünd)
Ettendorf ist eine Ortschaft und Katastralgemeinde in der Gemeinde Lavamünd in Kärnten. Der Ort hat 289 Einwohner (Stand 1. Jänner 2024).
Ettendorf liegt im äußersten Osten Kärntens linksseitig der Lavant vor deren Mündung in die Drau. 
Die älteste urkundliche Erwähnung von Ettendorf stammt aus dem Jahr 1150. Bis zur Eingemeindung am 1. Jänner 1973 war Ettendorf eigenständige politische Gemeinde. 
Im Gemeindesiegel führte Ettendorf zu Beginn der 1920er Jahre einen Markuslöwen, der 1969 auch in das Gemeindewappen übernommen wurde. Dies ist einerseits auf die dem Evangelisten Markus geweihte Pfarrkirche Ettendorf zurückzuführen. Es wurde auch vermutet, dass es auf aus Venedig stammenden Arbeitern in der Glasbläserei in St. Vinzenz Bezug nimmt, das zum damaligen Gemeindegebiet zählte. Der Markuslöwe ist das Wahrzeichen Venedigs.

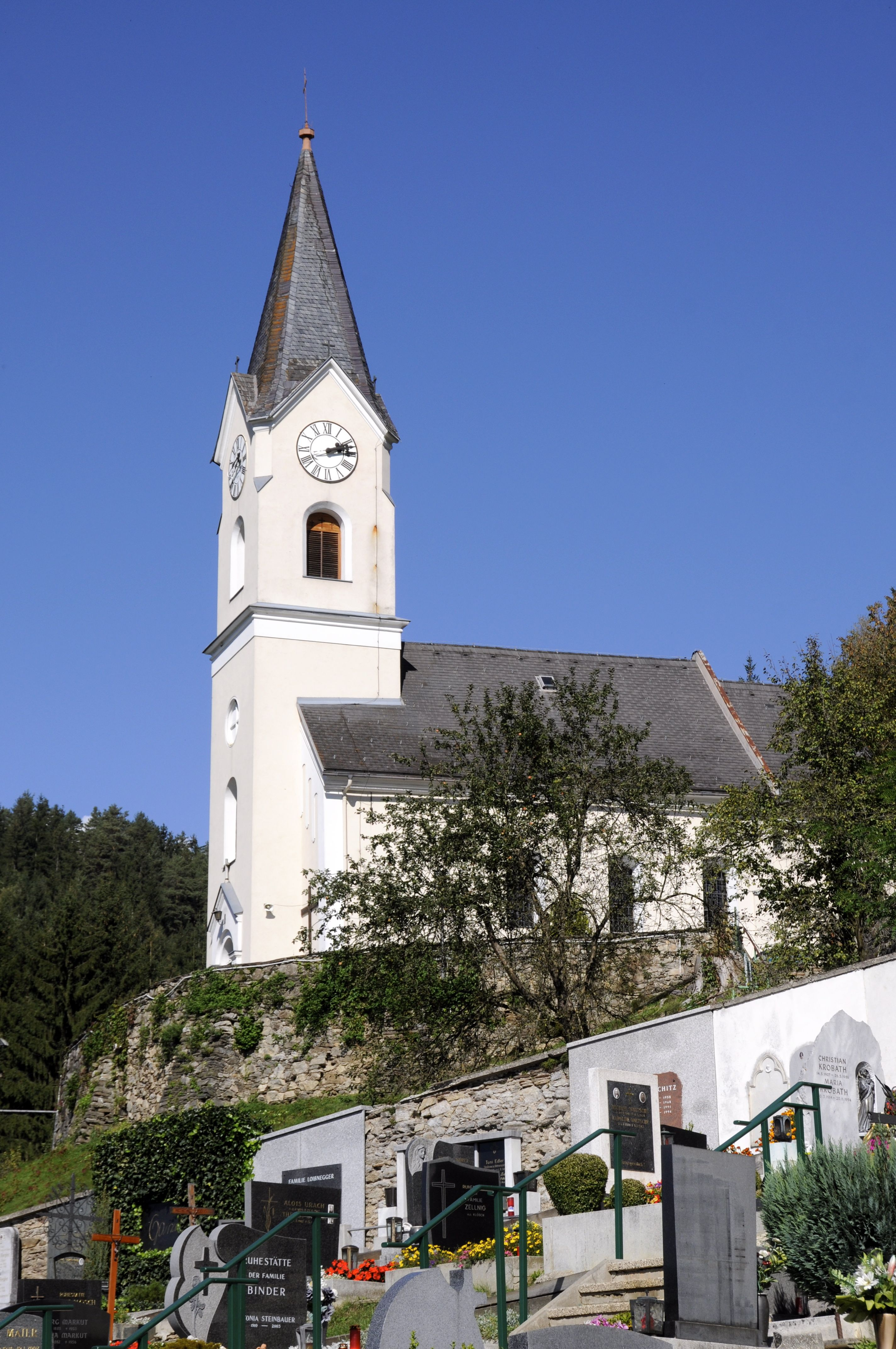
Pfarrkirche hl. Markus mit Friedhof